# Elecciones municipales de Huánuco de 1993
Las elecciones municipales de Huánuco de 1993 se llevaron a cabo el 29 de enero de 1993 para elegir al alcalde y al Concejo Provincial de Huánuco para el periodo 1993-1995. La elección se celebró simultáneamente con elecciones municipales en todo el país.

## Sistema electoral
La Municipalidad Provincial de Huánuco es el órgano administrativo y de gobierno de la provincia de Huánuco. Está compuesta por el alcalde y el Concejo Provincial.
La votación del alcalde y el concejo se realiza en base al sufragio universal, que comprende a todos los ciudadanos nacionales mayores de dieciocho años, empadronados y residentes en la provincia de Huánuco y en pleno goce de sus derechos políticos, así como a los ciudadanos no nacionales residentes y empadronados en la provincia de Huánuco.
El Concejo Provincial de Huánuco está compuesto por 19 regidores elegidos por sufragio directo para un período de tres (3) años, en forma conjunta con la elección del alcalde (quien lo preside). La votación es por lista cerrada y bloqueada. Se asigna a la lista ganadora los escaños según el método d'Hondt o la mitad más uno, lo que más le favorezca.

## Composición del Concejo Provincial de Huánuco
La siguiente tabla muestra la composición del Concejo Provincial de Huánuco antes de las elecciones.
| Partidos | Partidos                                     | Regidores |
| -------- | -------------------------------------------- | --------- |
|          | Frente Democrático                           | 11        |
|          | Izquierda Unida                              | 4         |
|          | Partido Aprista Peruano                      | 2         |
|          | Frente Nacional de Trabajadores y Campesinos | 1         |

## Partidos y candidatos
A continuación se muestra una lista de los principales partidos y alianzas electorales que participaron en las elecciones:
| Candidatura | Candidatura | Partidos y alianzas | Candidatos | Candidatos                | Ideología                                                  | Resultado previo | Resultado previo | Ref. |
| Candidatura | Candidatura | Partidos y alianzas | Candidatos | Candidatos                | Ideología                                                  | Votos (%)        | Reg.             | Ref. |
| ----------- | ----------- | --- | ---------- | ------------------------- | ---------------------------------------------------------- | ---------------- | ---------------- | ---- |
|             | AP          | Lista - Acción Popular (AP) |            | Alejandro Daga Sánchez    | Humanismo Nacionalismo cívico Reformismo                   | 51.5%            | 8                |      |
|             | PPC         | Lista - Partido Popular Cristiano (PPC) |            | Arnulfo Mendoza Tarazona  | Democracia cristiana Conservadurismo Liberalismo económico | 51.5%            | 3                |      |
|             | IU          | Lista - Izquierda Unida (IU) – Unión de Izquierda Revolucionaria (UNIR) – Partido Comunista Peruano (PCP) – Frente Obrero Campesino Estudiantil y Popular (FOCEP) |            | Vitaliano López Tucto     | Marxismo-leninismo Mariateguismo Socialismo democrático    | 21.5%            | 4                |      |
|             | APRA        | Lista - Partido Aprista Peruano (APRA) |            | Eugenio Cachay Santamaría | Aprismo                                                    | 19.6%            | 3                |      |
|             | FNTC        | Lista - Frente Nacional de Trabajadores y Campesinos (FNTC) |            | Carlos Lasteros La Madrid | Nacionalismo de izquierda Tahuantinsuyismo                 | ~5.4%            | 1                |      |
|             | Frepap      | Lista - Frente Popular Agrícola del Perú (Frepap) |            | Dolner Herrera Rodil      | Israelismo Fundamentalismo cristiano Populismo             | Nuevo            | Nuevo            |      |
|             | IND         | Lista - Lista Independiente Movimiento Independiente Unidos |            | Luzmila Templo Condeso    | Localismo huanuqueño                                       | Nuevo            | Nuevo            |      |
|             | IND         | Lista - Lista Independiente Frente Amplio Regional |            | Ubaldo Santiago Carrillo  | Localismo huanuqueño                                       | Nuevo            | Nuevo            |      |

Otros candidatos
| Partidos y alianzas | Partidos y alianzas                                     | Candidatos                |
| ------------------- | ------------------------------------------------------- | ------------------------- |
|                     | Lista Independiente Movimiento Vecinal Nueva Generación | Doanin Bedoya Aguilar     |
|                     | Lista Independiente Huánuco 2000                        | Luis Roncagliolo Figueroa |
|                     | Lista Independiente Movimiento Popular Vaso de Leche    | Isabel Dávila Cárdenas    |
|                     | Lista Independiente Movimiento Acción Femenina          | Rocío Rojas Tarazona      |
|                     | Lista Independiente Protestantes en Acción Nacional     | Lucas Huamán Tacuchi      |

## Resultados

### Sumario general
|                        |                                                         |              |              |              |           |           |
| Partidos y coaliciones | Partidos y coaliciones                                  | Voto popular | Voto popular | Voto popular | Regidores | Regidores |
| Partidos y coaliciones | Partidos y coaliciones                                  | Votos        | %            | ±pp          | Total     | +/−       |
|                        | Lista Independiente Movimiento Independiente Unidos     | 19,534       | 53.51        | n/a          | 13        | +13       |
|                        | Partido Popular Cristiano (PPC)                         | 5,974        | 16.37        | n/a          | 3         | ±0        |
|                        | Acción Popular (AP)                                     | 2,161        | 5.92         | n/a          | 1         | –7        |
|                        | Partido Aprista Peruano (APRA)                          | 2,012        | 5.51         | –14.04       | 1         | –2        |
|                        | Lista Independiente Frente Amplio Regional              | 1,835        | 5.03         | n/a          | 1         | +1        |
|                        | Lista Independiente Movimiento Vecinal Nueva Generación | 1,390        | 3.81         | n/a          | 0         | ±0        |
|                        | Izquierda Unida (IU)                                    | 1,063        | 2.91         | –18.45       | 0         | –4        |
|                        | Lista Independiente Huánuco 2000                        | 860          | 2.36         | n/a          | 0         | ±0        |
|                        | Lista Independiente Movimiento Popular Vaso de Leche    | 693          | 1.90         | n/a          | 0         | ±0        |
|                        | Frente Popular Agrícola del Perú (Frepap)               | 486          | 1.33         | Nuevo        | 0         | ±0        |
|                        | Lista Independiente Movimiento Acción Femenina          | 273          | 0.75         | n/a          | 0         | ±0        |
|                        | Frente Nacional de Trabajadores y Campesinos (FNTC)     | 160          | 0.44         | –4.95        | 0         | –1        |
|                        | Lista Independiente Protestantes en Acción Nacional     | 62           | 0.17         | n/a          | 0         | ±0        |
|                        |                                                         |              |              |              |           |           |
| Total                  | Total                                                   | 36,503       |              |              | 19        | ±0        |
|                        |                                                         |              |              |              |           |           |
| Votos válidos          | Votos válidos                                           | 36,503       | 66.43        | –6.21        |           |           |
| Votos en blanco        | Votos en blanco                                         | 4,613        | 8.39         | +2.44        |           |           |
| Votos nulos            | Votos nulos                                             | 13,836       | 25.18        | +3.77        |           |           |
| Votos emitidos         | Votos emitidos                                          | 54,952       | 55.12        | +6.48        |           |           |
| Abstenciones           | Abstenciones                                            | 44,740       | 44.88        | –6.48        |           |           |
| Votantes registrados   | Votantes registrados                                    | 99,692       |              |              |           |           |
|                        |                                                         |              |              |              |           |           |
| Fuente:                |                                                         |              |              |              |           |           |

## Elecciones municipales distritales

### Resultados por distrito
La siguiente tabla enumera el control de los distritos de la provincia de Huánuco. El cambio de mando de una organización política se resalta del color de ese partido.
| Distrito                | Alcalde(sa) titular        | Partido político           | Partido político           | Alcalde(sa) electo(a)   | Partido político | Partido político                |
| ----------------------- | -------------------------- | -------------------------- | -------------------------- | ----------------------- | ---------------- | ------------------------------- |
| Amarilis                | Héctor Guillermo Domínguez |                            | Frente Democrático         | Luis Úrsula Espinoza    |                  | Movimiento Independiente Unidos |
| Chinchao                | Sin información disponible | Sin información disponible | Sin información disponible | Ángel Celis Jaimes      |                  | Partido Aprista Peruano         |
| Churumbamba             | Sin información disponible | Sin información disponible | Sin información disponible | Elber Leandro Zúñiga    |                  | Nueva Mayoría - Cambio 90       |
| Margos                  | Maximino Venancio Chávez   |                            | Frente Democrático         | Adelardo Rafaelo Gayoso |                  | Movimiento Libertad             |
| Quisqui                 | Moisés Toribio Espinoza    |                            | Frente Democrático         | Andrés Noreña Cajas     |                  | Movimiento Independiente Unidos |
| San Francisco de Cayrán | Oswaldo Jara Serrano       |                            | Frente Democrático         | Mansueto Cortez Ponce   |                  | Huánuco 2000                    |
| San Pedro de Chaulán    | Donato Mesa Celis          |                            | Frente Democrático         | Nelson Crispín Hurtado  |                  | Partido Popular Cristiano       |
| Santa María del Valle   | Sin información disponible | Sin información disponible | Sin información disponible | Néstor Nalvarte Alva    |                  | Movimiento Independiente Unidos |
| Yarumayo                | Julio Arteaga Esteban      |                            | Partido Aprista Peruano    | Marcelino Ávila Puente  |                  | Acción Popular                  |